# Lithocarpus dealbatus
Lithocarpus dealbatus là một loài thực vật có hoa trong họ Cử. Loài này được (Hook.f. & Thomson ex Miq.) Rehder mô tả khoa học đầu tiên năm 1919.